# サンドラの週末
『サンドラの週末』（サンドラのしゅうまつ、Deux jours, une nuit）は、2014年のベルギー・フランス・イタリア合作の映画。監督である、ジャン＝ピエール&リュック・ダルデンヌの長編作品の第9作目。
本作で主演のマリオン・コティヤールがアカデミー主演女優賞にノミネートされた。

## ストーリー
体調を崩し、休職していたサンドラ。回復し、復職する予定であったが、ある金曜日、サンドラは上司から突然解雇を告げられる。
解雇を免れる方法は、同僚16人のうち過半数が自らのボーナスを放棄することに賛成すること。
ボーナスか、サンドラか、翌週の月曜日の投票に向けて、サンドラが家族に支えられながら、週末の二日間、同僚たちにボーナスを諦めてもらうよう、説得しに回る。

## キャスト
- サンドラ - マリオン・コティヤール
- マニュ - ファブリツィオ・ロンジォーネ

## 受賞・ノミネート
- アカデミー賞：主演女優賞ノミネート
- 英国アカデミー賞：外国語映画賞ノミネート
- セザール賞：主演女優賞・外国語映画賞ノミネート
- ヨーロッパ映画賞：女優賞受賞、脚本賞・観客賞ノミネート
- クリティクス・チョイス・アワード：主演女優賞・外国語映画賞ノミネート
- 全米映画批評家協会賞：主演女優賞受賞
- ニューヨーク映画批評家協会賞：主演女優賞受賞
- ボストン映画批評家協会賞：主演女優賞・外国語映画賞受賞
- ベルギー・アカデミー賞：作品賞・監督賞・主演男優賞受賞
- シドニー映画祭グランプリ受賞